# Saint-Gilles-Croix-de-Vie (tổng)
Tổng Saint-Gilles-Croix-de-Vie là một tổng, nằm trong département Vendée thuộc vùng Pays de la Loire.

## Các xã
Tổng Saint-Gilles-Croix-de-Vie bao gồm các xã sau:
- L'Aiguillon-sur-Vie: 1.580 người (2005)
- Brem-sur-Mer: 2.054 người (1999)
- Brétignolles-sur-Mer: 3.182 người (2004)
- La Chaize-Giraud: 666 người (2004)
- Coëx: 2.684 người (2005)
- Commequiers: 2.606 người (2005)
- Le Fenouiller: 3.912 người (2005)
- Givrand: 1.309 người (1999)
- Landevieille: 1.047 người (2005)
- Notre-Dame-de-Riez: 1.675 người (2005)
- Saint-Hilaire-de-Riez: 10.451 người (2006)
- Saint-Gilles-Croix-de-Vie (thủ phủ): 7.189 người (2004)
- Saint-Maixent-sur-Vie: 686 người (2004)
- Saint-Révérend: 1.228 người (2005)

## Lien externe
- Site du syndicat mixte Mer et Vie Lưu trữ ngày 30 tháng 11 năm 2006 tại Wayback Machine